# Leptictidium
Leptictidium é um género extinto de mamíferos providos de placenta que viveu em meados do Eoceno na Europa.
Pertencia à ordem Leptictida, um grupo de animais parecido com o musaranho que se difundiu durante o Período terciário pela Europa.
Estes mamíferos mediam entre 60 e 90 centímetros, tinha corpo pequeno, pernas traseiras similares às das aves, que lhe permitiam andar sem auxílio de membros dianteiros, e uma longa cauda que o ajudava a manter o equilíbrio. os membros dianteiros eram pequenos (mediam menos da metade das pernas) e serviam para segurar a comida.
Alguns fósseis do Leptictidium conservaram os restos de alimentos ingeridos pelo animal, como insetos, pequenos mamíferos, lagartos e plantas.

## Espécies
- Leptictidium auderiense Tobien, 1962
- Leptictidium nasutum Lister & Storch, 1985
- Leptictidium tobieni Koenigswald & Storch, 1987
- Leptictidium ginsburgi Mathis, 1989
- Leptictidium sigei Mathis, 1989
- Leptictidium listeri Hooker, 2013
- Leptictidium prouti Hooker, 2013
- Leptictidium storchi Hooker, 2013